# Lithiumhexafluorfosfaat
Lithiumhexafluorfosfaat (LiPF6) is het lithiumzout van hexafluorfosforzuur. De stof komt voor als een corrosief wit kristallijn poeder, dat hydrolyseert in water.

## Synthese
Lithiumhexafluorfosfaat wordt gesynthetiseerd door reactie van fosforpentachloride met lithiumchloride en waterstoffluoride:
{\displaystyle {\ce {PCl5 + LiCl + 6HF -> LiPF6 + 6HCl}}}

## Toepassingen
Lithiumhexafluorfosfaat wordt wegens de goede oplosbaarheid in apolaire oplosmiddelen gebruikt in batterijen. Oplossingen van lithiumhexafluorfosfaat in propyleencarbonaat en 1,2-dimethoxyethaan dienen als elektrolyt in lithiumbatterijen.
In de organische synthese kan lithiumhexafluorfosfaat worden aangewend als katalysator voor de tetrahydropyranylatie van tertiaire alcoholen.